# ابن جامع
ابن جامع هو أبو القاسم إسماعيل بن جامع عربي الأصل ولد في مكة المكرمة واسمه إسماعيل بن جامع بن إسماعيل بن عبد الله بن المطلب بن أبي وداعة بن ضبيرة بن سعيد، سعد بن سهم بن عمرو، بن هصيص بن كعب بن لؤي بن غالب من قريش كما جاء في «الأغاني» لأبي الفرج الأصفهاني.

## نبذة
- كان في بادئ نشأته يتعلّم الفقه، وقد حفظ القرآن الكريم. إلاّ أنّ أباه توفي وهو صغير السن، فتزوجت أمه المُغنّي سياط فتتلمذ عليه، وأخذ الغناء أيضًا عن يحيى المكّي وأمه امرأة من بني سهم وتزوجت بعد أبيه رجلاً من أهل اليمن.
- ذكر عن عون حاجب معن بن زائدة قال: رأيت أم ابن جامع وابن جامع معها عند معن بن زائدة وهو ضعيف يتبعها ويطأ ذيلها وكانت من قريش، ومعن يومئذ على اليمن.

فقالت: أصلح الأمير، إن عمي زوجني زوجاً ليس بكفء ففرق بيني وبينه.
قال معن: من هو؟ قالت: ابن ذي مناجب. قال: علي به. قال: فدخل أقبح من خلق الله وأشوهه خلقاً. قال: من هذه منك؟ قال: امرأتي. قال: خل سبيلها، ففعل. فأطرق معن ساعة ثم رفع رأسه فقال:
وأمر لها بمائتي دينار وقال لها: تجهزي بها إلى بلادك.
- سأل هارون الرشيد ابن جامع يوماً عن نسبه وقال له: أي بني الإنس ولدك يا إسماعيل؟ قال: لا أدري، ولكن سل ابن أخي يعني إسحاق الموصلي وكان يماظ إبراهيم الموصلي ويميل إلى ابنه إسحاق قال إسحاق: ثم التفت إلي ابن جامع فقال: أخبره يا ابن أخي بنسب عمك. فقال له الرشيد: قبحك الله شيخاً من قريش! تجهل نسبك حتى يخبرك به غيرك وهو رجل من العجم!

## بعض أخباره
- نفاه الخليفة مُحمد المهدي إلى مكة المكرمة. ولمّا توفي المهدي، دعاه الخليفة موسى الهادي إلى بغداد وأجزل عليه العطايا وكافأه بثلاثين ألف دينار. ثم حدثت منافساتٌ بينه وبين إبراهيم الموصلي في خلافة عبد الله المأمون، إلاّ أنّ حزب إبراهيم الموصلي كان أرجح من حزبه.

وكان مُغنيًّا ماهرًا ومُلحّنًا بارعًا. سأل الخليفة هارون الرشيد يومًا أحد الموسيقييّن، واسمه برصوم، عن ابن جامع، فقال: «وما أقول في العسل؟».
- قدم ابن جامع من مكة على الرشيد، وكان ابن جامع حسن السمت كثير الصلاة قد أخذ السجود جبهته، وكان يعتم بعمامة سوداء على قلنسوة طويلة، ويلبس لباس الفقهاء، ويركب حماراً مريسياً في زي أهل الحجاز. فبينا هو واقف على باب يحيى بن خالد يلتمس الإذن عليه، فوقف على ما كان يقف الناس عليه في القديم حتى يأذن لهم أو يصرفهم، أقبل أبو يوسف القاضي بأصحابه أهل القلانس؛ فلما هجم على الباب نظر إلى رجل يقف إلى جانبه ويحادثه، فوقعت عينه على ابن جامع فرأى سمته وحلاوة هيئته، فجاء فوقف إلى جانبه ثم قال له: أمتع الله بك، توسمت فيك الحجازية القرشية؛ قال: أصبت. قال: فمن أي قريش أنت؟ قال: من بني سهم. قال: فأي الحرمين منزلك؟ قال: مكة. قال: ومن لقيت من فقهائهم؟ قال: سل عمن شئت.

ففاتحه الفقه والحديث فوجد عنده ما أحب فاعجب به. ونظر الناس إليهما فقالوا: هذا القاضي قد أقبل على المغني، وأبو يوسف لا يعلم أنه ابن جامع. فقال أصحابه: لو أخبرناه عنه! ثم قالوا: لا، لعله لا يعود إلى مواقفته بعد اليوم، فلم نغمه. فلما كان الإذن الثاني ليحيى غدا عليه الناس وغدا عليه أبو يوسف، فنظر يطلب ابن جامع فرآه، فذهب فوقف إلى جانبه فحادثه طويلاً كما فعل في المرة الأولى. فلما انصرف قال له بعض أصحابه: أيها القاضي، أتعرف هذا الذي تواقف وتحادث؟ قال: نعم، رجل من قريش من أهل مكة من الفقهاء. قالوا: هذا ابن جامع المغني؛ قال: إنا لله!. قالوا: إن الناس قد شهروك بمواقفته وأنكروا ذلك من فعلك. فلما كان الإذن الثالث جاء أبو يوسف ونظر إليه فتنكبه، وعرف ابن جامع أنه قد أنذر به، فجاء فوقف فسلم عليه، فرد السلام عليه أبو يوسف بغير ذلك الوجه الذي كان يلقاه به ثم انحرف عنه. فدنا منه ابن جامع، وعرف الناس القصة، وكان ابن جامع جهيراً فرفع صوته ثم قال: يا أبا يوسف، ما لك تنحرف عني؟ أي شيء أنكرت؟ قالوا لك: إني ابن جامع المغني فكرهت مواقفتي لك! أسألك عن مسألة ثم اصنع ما شئت؛ ومال الناس فأقبلوا نحوهما يستمعون.
فقال: ياأبا يوسف، لو أن أعرابيا جلفا وقف بين يديك فأنشدك بجفاء وغلظة من لسانه وقال:
أكنت ترى بذلك بأسا؟ قال: لا، قد روي عن النبي ﷺ في الشعر قول، وروى في الحديث. فال ابن جامع: فإن قلت أنا هكذا، ثم اندفع يتغنى فيه حتى أتى عليه؛ ثم قال: يا أبا يوسف، رأيتني زدت فيه أو نقصت منه؟ قال: عافاك الله، أعفنا من ذلك. قال: يا أبا يوسف، أنت صاحب فتيا، ما زدته على أن حسنته بألفاظي فحسن في السماع ووصل إلى القلب. ثم تنحى عنه ابن جامع.
- مر ابن جامع بالفقيه سفيان بن عيينة، وابن جامع يسحب الخز، فقال لبعض أصحابه: بلغني أن هذا القرشي أصاب مالاً من بعض الخلفاء، فبأي شيء أصابه؟ قالوا: بالغناء. قال: فمن منكم يذكر بعض ذلك؟ فأنشد بعض أصحابه ما يغني فيه:

قال: أحسن، هيه! قال:
قال: أحسن، هيه! قال:
قال: أما هذا فدعه.
- قال محمد بن أحمد المكي حدثتني حولاء مولاة ابن جامع قالت: انتبه مولاي يوماً من قائلته فقال: علي بهشام يعني ابنه ادعوه لي عجلوه، فجاء مسرعاً. فقال: أي بني، خذ العود، فإن رجلاً من الجن ألقى علي في قائلتي صوتاً فأخاف أن أنساه. أخذ هشام العود وتغنى ابن جامع عليه رملاً لم أسمع له رملاً أحسن منه، وهو:

فأخذه عنه هشام، فكان بعد ذلك يتغناه وينسبه إلى الجن.

## شهرته مع هارون الرشيد
قال ابن جامع ضامني الدهر ضيما شديدا بمكة، فأقبلت منها بعيالي إلى المدينة، فأصبحت يوما، وما معي إلا ثلاثة دراهم، لا أملك غيرها، وإذا بجارية على رقبتها جرة، تريد الركي، وهي تتغنى بهذا الصوت: شكونا إلى أحبابنا طول ليلنا فقالوا لنا ما أقصر الليل عندنا وذاك لأن النوم يغشى عيونهم سريعا ولا يغشى لنا النوم أعينا إذا ما دنا الليل المضر بذي الهوى قلقنا وهم يستبشرون إذا دنا فلو أنهم كانوا يلاقون مثلما نلاقي لكانوا في المضاجع مثلنا قال: فأخذ الغناء بقلبي، ولم يدُرْ لي منه حرف فقلت: يا جارية ما أدري أوجهك أحسن، أم غناؤك؟ فلو شئتِ؛ لأعدتِ، فقالت: حبا وكرامة، ثم أسندت ظهرها إلى جدار قريب منها، ورفعت إحدى رجليها، فوضعتها على الأخرى، ووضعت الجرة على ساقها، ثم انبعثت، فغنته، فوالله ما دار لي منه حرف.
فقلت: قد أحسنت، فلو تفضلت، وأعدته مرة أخرى، ففطنت، وكلحت، وقالت: ما أعجب أمركم، لا يزال أحدكم يجيء إلى الجارية عليها الضريبة، فيحبسها.
فضربتُ يدي إلى الثلاثة دراهم، فدفعتها إليها، وقلت: أقيمي بهذه وجهك اليوم، إلى أن نلتقي.
فأخذتها كالكارهة، وقالت: أنت الآن تريد أن تأخذ مني صوتا، أحسبك ستأخذ به ألف دينار، وألف دينار، وألف دينار، وانبعثت تغني.
فأعملت فكري في غنائها، حتى دار لي الصوت، وفهمته، فانصرفت مسرورا إلى منزلي، وأنا أردده، حتى خف على لساني.
ثم إني خرجت إلى بغداد، فدخلتها، فطرحني المكاري بباب محول، لا أدري أين أتوجه، فلم أزل أمشي مع الناس، حتى أتيت الجسر، فعبرته، ثم انتهيت إلى شارع الميدان، فرأيت مسجدا بالقرب من دار الفضل بن الربيع مرتفعا، فقلت: هذا مسجد قوم سراة، فدخلته، وحضرت صلاة المغرب، فصليت، وأقمت بمكاني إلى أن صليت العشاء، وبي من الجوع والتعب أمر عظيم.
فانصرف أهل المسجد، وبقي رجل يصلي، وخلفه جماعة خدم وفحول، ينتظرون فراغه، فصلى مليا، ثم انصرف إلي بوجهه، وقال: أحسبك غريبا.
قلت: أجل.
قال: فمتى كنت في هذه المدينة؟ قلت: دخلتها آنفا، وليس لي بها منزل ولا معرفة، وليست صناعتي من الصنائع التي يمت بها إلى أهل الخير.
فقال: وما صناعتك؟ قلت: أغني.
فقام، وركب مبادرا، ووكل بي بعض من كان معه، فسألت الموكل بي عنه، فقال لي: هذا سلام الأبرش، ثم عاد، فأخذ بيدي، فانتهى بي إلى قصر من قصور الخليفة، فأدخلني مقصورة في آخر الدهليز، ودعا بطعام من طعام الملوك على مائدة، فأكلت، فإني لكذلك، إذ سمعت ركضا في الدهليز، وقائلا يقول: أين الرجل؟ فقيل: هو ذا.
فدعي لي بغسول، وطيب، وخلعة، فلبست وتطيبت، وحملت إلى دار الخليفة على دابة، فعرفتها بالحرس والتكبير والنيران، فجاوزت مقاصير عدة، حتى صرت إلى دار قوراء، وسطها أسرة، قد أضيف بعضها إلى بعض، فأمرت بالصعود، فصعدت، فإذا رجل جالس، وعن يمينه ثلاث جوار، وإذا حياله مجالس خالية، قد كان فيها قوم قاموا عنها.
فلم ألبث أن خرج خادم من وراء الستر، فقال للرجل: تغن، فغنى صوتا لي وهو: لم تمش ميلا ولم تركب على جمل ولم تر الشمس إلا دونها الكلل تمشي الهوينا كأن الشمس بهجتها مشي اليعافير في جيآتها الوهل فغنى بغير إصابة، وأوتار مختلفة الدساتين، وعاد الخدم إلى الجارية التي تليه، فقال لها: غني، فغنت أيضا، صوتا لي، كانت فيه أحسن حالا، وهو: يا دار أمست خلاء لا أنيس بها إلا الظباء وإلا الناشط الفرِد أين الذين إذا ما زرتهم جذلوا وطارعن قلبيَ التشواق والكمد؟ قال: ثم عاد إلى الثانية، فغنت صوتا لحكم الوادي، وهو: فوالله ما أدري أيغلبني الهوى إذا جد جد البين أم أنا غالبه فإن أستطع أغلب وإن يغلب الهوى فمثل الذي لاقيت يغلب صاحبه ثم عاد إلى الثالثة، فقال لها: غني، فغنت بصوت لحنين، وهو: مررنا على قيسية عامرية لها بشر صافي الأديم هجان فقالت وألقت جانب الستر دونها لأية أرض أو لأي مكان فقلت لها إما تميم فأسرتي هديتِ وإما صاحبي فيماني رفيقان ضم السفْر بيني وبينه وقد يلتقي الشتى فيأتلفان ثم عاد إلى الرجل، فغنى صوتا لي، فشبّه فيه، من شعر عمر بن أبي ربيعة: أمسى بأسماء هذا القلب معمودا إذا أقول صحا يعتاده عيدا كأن أحور غزلان بذي رشإ أعارها سِنَة العينين والجيدا ومشرقا كشعاع الشمس بهجته ومسبطرّا على لبّاته سودا ثم عاد إلى الجارية الأولى، فغنت صوتا لحكم الوادي، وهو: تعيرنا أنا قليل عديدنا فقلت لها إن الكرام قليل وما ضرنا أنّا قليل وجارنا عزيز وجار الأكثرين ذليل وإنا أناس لا نرى القتل سبة إذا ما رأته عامر وسلول يقرب حب الموت آجالنا لنا وتكرهه آجالهم فتطول ثم عاد إلى الثانية، فغنت صوتا، فتقول فيه: وددتك لما كان ودك خالصا وأعرضت لما صار نهبا مقسما ولا يلبث الحوض الجديد بناؤه إذا كثر الوراد أن يتهدما ثم عاد إلى الجارية الثالثة، فغنت بشعر الخنساء، وهو: وما كر إلا كان أول طاعن وما أبصرته العين إلا اقشعرت فيدرك ثارا وهْو لم يخطه الغنى فمثل أخي يوما به العين قرت فلست أرزّى بعده برزية فأذكره إلا سلت وتجلت وغنى الرجل في الدور الثالث، بهذه الأبيات: لحى الله صعلوكا مناه وهمه من الدهر أن يلقى لبوسا ومطعما ينام الضحى حتى إذا ليله بدا تنبه مسلوب الفؤاد متيما ولكن صعلوكا يساور همه ويمضي إلى الهيجاء ليثا مصمما فذلك إن يلق المنية يلقها حميدا وإن يستغن يوما فربما قال: وتغنت الجارية: إذا كنت ربا للقلوص فلا يكن رفيقك يمشي خلفها غير راكب أنخها فأردفه فإن حملتكما فذاك وإن كان العقاب فعاقب قال: وغنت الجارية، بشعر عمرو بن معديكرب، وهو: ألم ترني إذ ضمني البلد القفر سمعت نداء يصدع القلب يا عمرو أغثنا فإنا عصبة مذحجية نراد على وفر وليس لنا وفر وأظنه أغفل الثانية، فغنت الثالثة، بهذه الأبيات: فلما وقفنا للحديث وأسفرت وجوه زهاها الحسن أن تتقنعا تبالهن بالعرفان لما عرفنني وقلن امرؤ باغ أضل وأوضعا فلما تواضعن الأحاديث قلن لي أخفت علينا أن نغر ونخدعا قال: فتوقعت مجيء الخادم، فقلت للرجل: بأبي أنت، خذ العود، وشد وتر كذا، وارفع الطبقة، وحط دساتن كذا، ففعل ما أمرته.
وخرج الخادم، فقال لي: تغن عافاك الله.
فغنيت بصوت الرجل الأول، على غير ما غنى، فإذا جماعة من الخدم يُحْضِرُونَ حتى استندوا إلى الأسرة، فقالوا: ويحك، لمن هذا الغناء؟ فقلت: لي.
فناصرفوا، وعاد إلي خادم، فقال: كذبت، هذا لابن جامع، فسكتّ.
ودار الدور الثاني، فلما انتهى إلي؛ قلت للجارية التي تلي الرجل: خذي العود، فعلمت ما أريد، فأصلحته على غنائها، فغنيت به، فخرج الخدم، وقالوا: ويحك، لمن هذا الغناء؟ فقلت: لي.
فرجعوا، ثم عاد ذلك الخادم من بينهم، فقال: كذبت، هذا لابن جامع.
ودار الدور، فلما انتهى إلي الغناء، قلت للجارية الأخرى، سوي العود على كذا، فعلمت ما أريد، وخرج الخادم، فقال لي: تغن، فغنيت هذا الصوت، وهو لا يعرف إلا بي، وهو: عوجي علي فسلمي جبر فيم الوقوف وأنتم سفر؟ ما نلتقي إلا ثلاث منى حتى يفرق بيننا النفر فتزلزلت عليهم الدار، وخرج الخادم، فقال: ويحك، لمن هذا الغناء؟ فقلت: لي.
فمضى، ثم عاد، فقال: كذبت، هذا لابن جامع.
قلت: فأنا ابن جامع.
فما شعرت إلا وأمير المؤمنين، وجعفر بن يحيى، قد أقبلا من وراء الستر الذي كان يخرج منه الخادم.
فقال لي الفضل بن الربيع: هذا أمير المؤمنين، قد أقبل إليك، فلما صعد السرير، وثبْتُ قائما.
فقال: ابن جامع؟ فقلت: ابن جامع، جعلت فداك، يا أمير المؤمنين.
فقال: متى كنت في هذه المدينة؟ فقلت: دخلتها في الوقت الذي علم بي فيه أمير المؤمنين.
فقال: اجلس، ومضى هو وجعفر، فجلسا في تلك المجالس.
فقال: أبشر، وابسط أملك، فدعوت له.
فقال: غن يابن جامع، فخطر ببالي صوت الجارية السوداء، فأمرت الرجل بإصلاح العود على ما أردت من الطبقة، فعرف ما أريد، فوزنه وزنا.
فلما أخذت الأوتار والدساتين مواضعها، وتعاهدها؛ ابتدأت أغني بصوت الجارية، فنظر الرشيد إلى جعفر، فقال: هل سمعت كذا قط؟ قال: لا والله، ولا خرق مسامعي مثله قط.
فرفع الرشيد رأسه إلى خادم كان بالقرب منه، فأتى بكيس فيه ألف دينار، فرمى به إلي، فصيرته تحت فخذي، ودعوت له.
فقال: يابن جامع، رد علي هذا الصوت، فرددته عليه، وتزيدت في غنائي.
فقال له جعفر: أما ترى كيف تزيد في الغناء، وهذا خلاف الأول، وإن كان اللحن واحدا.
فرفع الرشيد رأسه إلى الخدام، فأتى بكيس فيه ألف دينار، فرمى به إلي، فجعلته تحت فخذي الآخر.
ثم قال: تغن، يا إسماعيل، بما حضرك.
فجعلت أقصد الصوت بعد الصوت، بما كان يبلغني أنه يشتري عليه الجواري، فأغنيه، فلم أزل كذلك، إلى أن عسعس الليل.
فقال: أتعبناك، يا إسماعيل، هذه الليلة، فأعد علي الصوت؛ يعني: صوت الجارية، فغنيته به، فرفع رأسه إلى الخادم، فوافى بكيس ثالث فيه ألف دينار.
فذكرت قول الجارية، فتبسمت، فلحظني، وقال: يابن الفاعلة، فيم تبسمت؟ فجثيت على ركبتي، وقلت: يا أمير المؤمنين، الصدق منجاة.
قال: قل.
فقصصت عليه خبر الجارية، فلما استوفيته؛ قال: صدقت، قد يكون مثل هذا، وقام.
ونزلت من وراء الستر، لا أدري أين أمضي، فابتدرني فراشان، فصارا بي إلى دار قد أمر لي أمير المؤمنين بها، فيها من الفرش، والآلة، والخدم، جميع ما أريد، فخلت فقيرا، وأصبحت من المياسير.